# Bénédicte Grailles
 (mars 2025).
Motif : Où sont donc les sources secondaires consacrées à cette historienne ? On n'a dans l'article que des sources primaires ou indirectes.
- Archive Wikiwix
- Bing
- Cairn
- DuckDuckGo
- E. Universalis
- Gallica
- Google
- G. Books
- G. News
- G. Scholar
- Persée
- Qwant
- (zh) Baidu
- (ru) Yandex
- (wd) trouver des œuvres sur Wikidata

| 1. | Préciser le motif de la pose du bandeau. | Précisez le motif de la pose du bandeau en utilisant la syntaxe suivante : {{admissibilité à vérifier\|date=juillet 2025\|motif=remplacez ce texte par le motif}}                       |
| 2. | Informer les utilisateurs concernés.     | Pensez à avertir le créateur de l'article, par exemple, en insérant le code ci-dessous sur sa page de discussion : {{subst:avertissement admissibilité à vérifier\|Bénédicte Grailles}} |

 (mars 2025).
Bénédicte Grailles, née en 1966, est une historienne française et maîtresse de conférences en archivistique.

## Biographie
Bénéficiant d'une bourse de recherche offerte en 1996 par l'Historial de la Grande Guerre, Bénédicte Grailles soutient une thèse de doctorat en histoire contemporaine à l'Université de Lille-III en 2000 sous la direction d'Annette Becker : De la défaite à l’Union sacrée ou les chemins du consentement. Hommages publics et commémorations de 1870 à 1914. L’exemple du Nord de la France.
Elle travaille aux Archives départementales du Pas-de-Calais de 1990 à 2003, tout en étant chargée de cours à l'Université de Lille-III de 1993 à 1996. Depuis 2003, Bénédicte Grailles est responsable du Deuxième cycle universitaire de formation en archivistique à l'Université d'Angers. En outre, elle est active au sein de nombreuses associations professionnelles : le Portail international archivistique francophone (PIAF) depuis 2019, le musée virtuel d’histoire des femmes et du genre Musea, musée virtuel d’histoire des femmes et du genre depuis 2018, et l'Association des Archivistes Français (AAF) depuis 1990,,,,.

### Sujets de recherche
En tant que membre du laboratoire TEmps, MOndes, Sociétés (Temos) rattaché au CNRS et du groupe Archives, livres, manuscrits et autres supports (Alma), Bénédicte concentre ses recherches vers plusieurs thématiques reliées aux archives : l'archivistique sociale et l'archivistique théorique. Elle travaille en particulier sur les pratiques professionnelles et spontanées développées autour des archives et sur les usages du matériau archivistique comme espace de construction des individualités et de fabrication sociale des individus et des groupes,,.

## Publications
- Decelle, J.-M., Grailles, B., Marcilloux, P. et Schoonheere, F., 1914-1918, Le Pas-de-Calais en guerre : Les gammes de l’extrême, Archives départementales du Pas-de-Calais., 1998
- Bartlett, N., de Boisdeffre, M., Charmasson, T., Cleyet-Michaud, R., Demeulenaere-Douyère, C., Depauw, C., Devriese, D., Doom, V., Droguet, A., Drugy, C., Ferri, L., Grailles, B., Hottin, C., Jacquemin, M., Libert, M., Marcilloux, P., Mestayer, M., Minke, A., Moss, M., … Chave, I., Archives, archivistes, archivistique dans l'Europe du Nord-Ouest du Moyen Âge à nos jours : Entre gouvernance et mémoire., Publications de l’Institut de recherches historiques du Septentrion., 2012
- Grailles, B., Neveu, V., Sarrazin, V. et Marcilloux, P., Classer les archives et les bibliothèques : Mise en ordre et raisons classificatoires, Presses universitaires de Rennes, 2015
- Grailles, B., Sarrazin, V., Marcilloux, P. et Neveu, V., Les Dons d'archives et de bibliothèques : XIXe – XXIe siècle : de l'intention à la contrepartie, Presses universitaires de Rennes, coll. « Histoire », 2018 (EAN 9782753574243), p. 236[8]
- Christine Bard, Pauline Boivineau, Marion Charpenel, Bénédicte Grailles, Audrey Lasserre (Dir.), Les féministes et leurs archives, Presses universitaires de Rennes, coll. « Archives du féminisme », 2023, 266 p.[9],[10]